# For the Damaged Coda
«For the Damaged Coda» es una canción escrita e interpretada por la banda estadounidense de indie rock Blonde Redhead. Fue publicada el 6 de junio de 2000 a través de Touch and Go Records con el resto de su quinto álbum de estudio Melody of Certain Damaged Lemons.
La canción, una continuación de «For the Damaged», está basada en el Nocturno en fa menor, op. 55, n.° 1 de Frédéric Chopin, y obtuvo una exposición renovada después de aparecer en la serie animada Rick and Morty como el tema recurrente del personaje Evil Morty, y desde entonces se ha convertido en un meme de Internet. También se incluyó en la banda sonora de Rick and Morty. La pieza fue sampleada en la canción de B.o.B«BoBiverse» en 2017.

## Listas de popularidad
| Lista (2017)                                     | Posición |
| ------------------------------------------------ | -------- |
| EE. UU. Hot Rock & Alternative Songs (Billboard) | 15       |

## Video musical
El video musical se subió por primera vez a YouTube el 5 de febrero de 2008 y tenía más de 45 millones de visitas en 2021. La carga oficial del 24 de octubre de 2017 tiene casi 2 millones de visitas.

## Integrantes
- Kazu Makino - artista principal
- Amedeo Pace - artista principal
- Simone Pace - artista principal
- Tobías Nathaniel – piano
- Ryan Hadlock - ingeniero, productor
- Guy Picciotto - productor
- Brad Zeffren - ingeniero
- Howie Weinberg – masterización